# Eusirogenes dolichocarpus
Eusirogenes dolichocarpus is een vlokreeftensoort uit de familie van de Eusiridae. De wetenschappelijke naam van de soort is voor het eerst geldig gepubliceerd in 1904 door Stebbing.